# Fehérfülű mézevő
A fehérfülű mézevő (Nesoptilotis leucotis) a madarak osztályának verébalakúak (Passeriformes) rendjébe, ezen belül a mézevőfélék (Meliphagidae) családjába tartozó faj.

## Rendszerezés
Besorolásuk vitatott, eredetileg a Lichenostomus nembe tartozott Lichenostomus leucotis néven, áthelyezése még nem terjedt el igazán.

## Előfordulása
Ausztrália délnyugati és délkeleti részén honos.

## Alfajai
- Nesoptilotis leucotis leucotis (Latham, 1802)
- Nesoptilotis leucotis novaenorciae (Milligan, 1904
- Nesoptilotis leucotis thomasi (Mathews, 1912)

## Megjelenése
Testhossza 20-21 centiméter, testtömege 20 gramm. Szürke sapkája, fekete arca és nyak van, fehér fülfoltot visel, tollazata többi része olajzöld színű.
|  |

## Életmódja
Rovarokkal, nektárral, gyümölcsökkel, valamint a mézharmattal táplálkozik.

## Szaporodása
Fészekalja általában 3 (néha 4) tojásból áll.

## Külső hivatkozások
- Képek az interneten a fajról
- Internet Bird Collection - videók a fajról